# Aha-Erlebnis
Aha-Erlebnis ist ein vom deutschen Psychologen Karl Bühler geprägter Begriff aus der Psychologie, der das schlagartige Erkennen eines gesuchten, jedoch zuvor unbekannten Sinnzusammenhanges bezeichnet. In der psychologischen Forschung zu Einsicht taucht es oft als Charakteristikum auf, das sich nach einem vermeintlich vollendeten Erkenntnisprozess einstellt.
Der Volksmund beschreibt das Auftreten eines Aha-Erlebnisses auch mit dem Satz „Der Groschen ist gefallen.“

## Definition
Ein neuerer theoretischer Ansatz des Aha-Erlebnisses geht von vier definierenden Merkmalen aus:
1. Das Aha-Erlebnis kommt plötzlich
2. Die Lösung eines Problems kann flüssig verarbeitet werden
3. Das Aha-Erlebnis löst einen positiven Affekt aus (die von Bühler erwähnte Lustbetonung)
4. Eine Person, die eine plötzliche Einsicht erlebt, ist von der Richtigkeit der Lösung überzeugt

Diese vier Merkmale sind nach diesem Ansatz jedoch nicht losgelöst, sondern miteinander verbunden, denn hohe Verarbeitungsflüssigkeit, vor allem wenn sie unerwartet und plötzlich auftritt, führt sowohl zu einer positiveren affektiven Bewertung wie auch zu Urteilen höherer Korrektheit oder Wahrheit von Aussagen.

## Bedeutung für kreativen Prozess
Das Erlangen einer Einsicht bzw. ein Aha-Erlebnis wurde lange als eine wichtige Phase des kreativen Schaffensprozesses gesehen. Inzwischen zeigten aber Studien, dass die Fähigkeit, Aufgaben durch Einsicht bzw. mit Aha-Erlebnis zu lösen, nicht positiv mit Kreativität korreliert.

## Andere Länder
Obwohl das Aha-Erlebnis ein universales menschliches Phänomen ist, gibt es in vielen Sprachen keine Bezeichnung dafür. Der deutsche Begriff wird daher in andere Sprachen übernommen, so von dem französischen Psychoanalytiker Jacques Lacan in seiner Theorie des Spiegelstadiums. In der englischen Sprache werden die Begriffe „Heureka effect“ und „aha effect“ synonym verwendet.